# ガラスの華
ガラスの華（ガラスのはな）は、韓国SBSより2004年12月1日から2005年2月3日にわたって放送されたテレビドラマ。全20話。
田舎の孤児院育ちの少年2人と、都会の社長令嬢が出会い、“三銃士の誓い”という親友の契りをかわすも、散り散りになってしまう。その後、大人になった3人が再会するが、成長した3人と彼らを囲む様々な人間模様に、友情と恋愛が入り混じるラブストーリー。
2004年秋に神戸市や淡路島内にてロケーションが行われた。

## 登場人物
- ハン・ドンジュ／山本祐一（イ・ドンゴン）
孤児院育ち。中学時代に、ジスが落としたオカリナを拾おうとして川に流され、そのまま行方不明になる。が、実はその際、亜州グループ会長夫妻に拾われ、養子縁組し日本人として過ごす。
- シン・ジス（キム・ハヌル）
企業家の令嬢だったが、大学在学中に父母が他界し、以来姉弟の二人暮しに。大学を中退して貧しい生活をひとり支えていた。子供の頃の夢を叶えて、雑誌社でカメラマンとなる。
- パク・ギテ（キム・ソンス）
ドンジュの孤児院での友人。テヨングループ・パク会長の愛人の子。テコンドー黒帯3段。ドンジュの失踪の後、母親に連れられて孤児院を後にし、パク会長一家の離れに母子で暮らす。その後成人してテヨングループに勤めるも、父親と兄の風当たりの強い中、何とか愛されようと努力する。ジスを溺愛している。
- 谷 真人（金子昇）
- シン・ジソク（シム・ジホ）
ジスの弟。自由奔放で無計画。他力本願で常に誰かに依存する割には、自分でなんとかしようとする。
- みのり（瑛梨香）
- 山本恵子（黒田福美）
幸雄の妻。祐一を溺愛する。
- シン・ジェマン／山本幸雄（ハン・インス）
亜州グループ会長。在日韓国人。
- チャン・スヨン（ユミン／笛木優子）
韓国の女優。日本人の御曹司、山本祐一とのスキャンダルがある。